# Rivière Blanche (Rivière Bécancour, Saint-Wenceslas)
Der Rivière Blanche (französisch für „weißer Fluss“) ist ein 55,6 km langer linker Nebenfluss des Rivière Bécancour in der MRC Bécancour der Verwaltungsregion Centre-du-Québec im Süden der kanadischen Provinz Québec. Der Fluss ist nicht zu verwechseln mit dem nahe gelegenen Rivière Blanche, der ebenfalls linksseitig in den Rivière Bécancour mündet.

## Flusslauf
Der Rivière Blanche entspringt in einem sumpfigen Areal 7 km ostnordöstlich von Sainte-Eulalie auf einer Höhe von etwa 95 m. Er fließt anfangs nach Westen und kreuzt dabei die Autoroute 20 (Trans-Canada Highway). Der Rivière Blanche fließt südlich an der Ortschaft Saint-Wenceslas vorbei. Bei Flusskilometer 28 biegt der Fluss nach Norden ab. Die Ortschaft Saint-Célestin liegt westlich vom Unterlauf des Rivière Blanche. Dieser erreicht schließlich den Rívière Bécancour, 12,7 km oberhalb dessen Mündung in den Sankt-Lorenz-Strom. Das Einzugsgebiet des Rivière Blanche ist 195 km² groß.

## Gedeckte Brücken
Am Flusslauf des Rivière Blanche befinden sich zwei gedeckte Brücken:
- Pont Étienne-Poirier (⊙) bei Fluss-km 19,5
- Pont des Raymond (⊙) bei Fluss-km 6